# Chlidichthys johnvoelckeri
Chlidichthys johnvoelckeri, thường được gọi là cá đạm bì anh đào, là một loài cá biển thuộc chi Chlidichthys trong họ Cá đạm bì. Loài này được mô tả lần đầu tiên vào năm 1953.

## Phân bố và môi trường sống
C. johnvoelckeri phân bố ở phía đông Ấn Độ Dương, và được tìm thấy tại quần đảo Comoro và đảo Pemba (Tanzania) trải dài tới đảo Bazaruto của Mozambique. Những ghi nhận của C. johnvoelckeri tại Biển Đỏ (1960) là sự nhầm lẫn với loài Pseudochromis fridmani, một loài có màu sắc như C. johnvoelckeri. Chúng thường sống xung quanh các rạn san hô ở độ sâu khoảng 6 – 75 m.

## Mô tả
C. johnvoelckeri trưởng thành dài khoảng 6 cm. Thân và đầu của C. johnvoelckeri có màu đỏ tía. Mống mắt màu lục tươi hoặc tím đậm xung quanh, ở trung tâm có màu lam xám; đồng tử có vòng màu tím hồng. Vây ngực và vây bụng có màu hồng hoặc cam, trong suốt. Vây lưng và vây hậu môn màu cam nhạt. Đuôi màu hồng sẫm.
Số ngạnh ở vây lưng: 2; Số vây tia mềm ở vây lưng: 22 - 23; Số ngạnh ở vây hậu môn: 2 - 3; Số vây tia mềm ở vây hậu môn: 13; Số vây tia mềm ở vây ngực: 16 - 18; Số ngạnh ở vây bụng: 1; Số vây tia mềm ở vây bụng: 4.
Thức ăn của C. johnvoelckeri có lẽ là rong tảo và các sinh vật phù du nhỏ.